# 武田カオリ
武田 カオリ（たけだ かおり ）は、日本の歌手。宮城県仙台市出身。

## 来歴
聖ウルスラ学院高等学校卒業。1997年、エレファントラブ「食べたい ～LOVIN' YOU」のコーラスにて歌手デビュー。
1999年、ギタリストの石井マサユキとユニットTICAを結成し、2000年カバー集『No Coast』でデビュー。以降TICAとして多数のアルバムを発表している。
2003年、川上つよし率いる川上つよしと彼のムードメイカーズに参加。2013年頃からサクソフォーン田中邦和、ベースのtatsu（レピッシュ）とともに『trio fascination』のメンバーとしても活動中。
2018年、渋谷WWWで行われたSILENT POETSの25周年LIVEにSILENT POETS SPECIAL DUB BANDの一員として参加。翌2019年その模様が「SAVE THE DAY -SILENT POETS SPECIAL DUB BAND LIVE SHOW the MOVIE-」として映画化された。
2019年、盟友Pepe Californiaと共にPepe California+TAKEDA KAORI名義でEPを発表。
2023年、阿部海太郎と共に約10年に渡り制作されたアルバム「HOUSE」を発表。
2025年、NHKドラマ10「しあわせは食べて寝て待て」の挿入歌「青空のレシピ」に歌唱と作詞で参加。
参加作品の中ではゆらゆら帝国の『恋がしたい』や、映画『人のセックスを笑うな』の挿入歌『Angel』、NHK BSプレミアムにて放送されたドラマ『京都人の密かな愉しみ』のエンディング曲『京都慕情』などが話題となった。
また、現在に至るまで多数のTV-CM等で歌唱しているが、中でも2012年より11年間担当したカネボウ化粧品KATE のCMソングは、今なお音源化を希望する声が上がっている。

## ディスコグラフィー
※TICAのヴォーカルとしての作品はTICAの項目を参照。

### アルバム
- Magalog－kaori takeda CM song book （品番：VICL-63826　発売日：2011年11月30日）
- 東京のシンフォニー（品番：XQKF1030　発売日：2012年9月26日）
- 多様性に住み DAYS365, Standing On The CornerーF.I.B JOURNAL meets 武田カオリ（品番：OFR-008  発売日：2018年1月）
- Take Me DownーPepe California + TAKEDA KAORI（品番：PPC-005  発売日：2019年10月16日）
- HOUSEーUmitaro ABE + Kaori TAKEDA（発売日：2023年9月20日）

### 参加作品
| リリース年 | 曲名                            | 収録された作品(アーティスト)                                             |
| ---------- | ------------------------------- | ------------------------------------------------------------------------ |
| 1997年     | 家庭菜園                        | PRO-FILE of Producers Vol.1                                              |
| 1997年     | レイン・レイン・レイン          | PRO-FILE of Producers Vol.1                                              |
| 1997年     | 食べたい （コーラス）           | エレファントラブ                                                         |
| 1998年     | Summer Widow （コーラス）       | THE PRIVATES                                                             |
| 2002年     | fleeting                        | speedometer.                                                             |
| 2003年     | You'll Never Get To Heaven      | 川上つよしと彼のムードメイカーズ 「moodmakers' mood」                    |
| 2003年     | 恋がしたい                      | ゆらゆら帝国 「ゆらゆら帝国のめまい」                                    |
| 2003年     | 時間 （コーラス）               | ゆらゆら帝国 「ゆらゆら帝国のしびれ」                                    |
| 2004年     | Ice Ball                        | 川上つよしと彼のムードメイカーズ 「floating mood」                       |
| 2004年     | Cry Moon                        | 川上つよしと彼のムードメイカーズ 「sparkling mood」                      |
| 2005年     | ONE STEP FORWARD                | 川上つよしと彼のムードメイカーズ 「mood inn」                            |
| 2005年     | Ice Ball                        | 川上つよしと彼のムードメイカーズ 「mood inn」                            |
| 2005年     | Cry Moon                        | 川上つよしと彼のムードメイカーズ 「mood inn」                            |
| 2005年     | Walk on By                      | 川上つよしと彼のムードメイカーズ 「mood inn」                            |
| 2006年     | PILLOW TALK                     | LOVERS ROCK NIGHT CREW                                                   |
| 2006年     | ONE STEP FORWARD                | 川上つよしと彼のムードメイカーズ 「Singers Limited - Golden Mood Hits!」 |
| 2006年     | Ice Ball                        | 川上つよしと彼のムードメイカーズ 「Singers Limited - Golden Mood Hits!」 |
| 2006年     | Cry Moon                        | 川上つよしと彼のムードメイカーズ 「Singers Limited - Golden Mood Hits!」 |
| 2006年     | You'll Never Get To Heaven      | 川上つよしと彼のムードメイカーズ 「Singers Limited - Golden Mood Hits!」 |
| 2005年     | スウィートスポット （コーラス） | ゆらゆら帝国「Sweet Spot」                                               |
| 2007年     | ストーリーズ                    | MUSEMENT「Random Access Melody」                                         |
| 2007年     | HAPPY BIRTHDAY                  | MUSEMENT「Random Access Melody」                                         |
| 2008年     | ANGEL                           | 映画『人のセックスを笑うな』挿入歌                                       |
| 2008年     | 光                              | 金原千恵子「VELVET NIGHT」                                               |
| 2008年     | ANGEL Ladybird Version          | HAKASE-SUN「PLEASE SUNRISE」                                             |
| 2008年     | サンタが町にやってくる          | X'mas Bossa                                                              |
| 2008年     | White Christmas                 | X'mas Bossa                                                              |
| 2008年     | IT AIN'T OVER 'TIL IT'S OVER    | cappuccino due                                                           |
| 2009年     | Luxury                          | HAKASE-SUN「南国タキシード」                                             |
| 2010年     | Blue Moon                       | 阿部海太郎「apart my surrounds」（コンピレーションアルバム）             |
| 2010年     | PROTECTION                      | 阿部海太郎「apart my surrounds」（コンピレーションアルバム）             |
| 2010年     | HOW DEEP IS YOUR LOVE           | 川上つよしと彼のムードメイカーズ「moodsteady」                           |
| 2011年     | What a Wonderful World          | 中島ノブユキ「pianona」                                                  |
| 2012年     | セカンド・ラブ                  | Tico&icchie「青春REGGAE」                                                |
| 2012年     | FEELING                         | Tico&icchie「青春REGGAE」                                                |
| 2012年     | 恋におちて -Fall in loveｰ       | Tico&icchie「青春REGGAE」                                                |
| 2011年     | UTOPIA（コーラス）              | CARNATION「UTOPIA」                                                      |
| 2013年     | 久しき昔                        | 映画ガレキとラジオ挿入歌                                                 |
| 2014年     | 初戀                            | Tico&icchie「青春REGGAE」                                                |
| 2014年     | シルエット・ロマンス            | Tico&icchie「青春REGGAE」                                                |
| 2014年     | 情熱（コーラス）                | JUJU「RequestⅡ」                                                         |
| 2015年     | 映画 俳優 亀岡拓次              | 挿入歌                                                                   |
| 2015年     | 京都慕情                        | NHK BS プレミアム「京都人の密かな愉しみ」挿入歌                          |
| 2015年     | 天国のブルース                  | THE MAN「殺しの唄」                                                      |
| 2016年     | 色彩都市                        | PEACEFUL                                                                 |
| 2016年     | イージュー★ライダー             | PEACEFUL                                                                 |
| 2016年     | Lost Melody                     | Jazztronik「KEYSTONE」                                                   |
| 2016年     | ブルー・ハワイ                  | 安田寿之「アロハ・エキゾチカ」（コンピレーション・アルバム）             |
| 2019年     | SAVE THE DAY                    | SILENT POETS 限定7inch Single                                            |
| 2019年     | Pale Dream Swimmer              | Schroeder-Headz「Guest Suite」                                           |
| 2020年     | Florian                         | am8「iDoM」                                                              |
| 2020年     | Anywhere                        | am8「iDoM」                                                              |